# Canistropsis
Genre
Classification phylogénétique
Canistropsis est un genre de plante de la famille des Bromeliaceae regroupant au moins 11 espèces endémiques du Brésil.

## Espèces
- Canistropsis albiflora (L.B. Smith) H. Luther & Leme
- Canistropsis billbergioides (Schultes f.) Leme
  - var. billbergioides
    - forma azurea (E. Pereira & Leme) Leme
- Canistropsis burchellii (Baker) Leme
- Canistropsis correia-araujoi (E. Pereira & Leme) Leme
- Canistropsis elata (E. Pereira & Leme) Leme
- Canistropsis exigua (E. Pereira & Leme) Leme
- Canistropsis marceloi (E. Pereira & Moutinho) Leme
- Canistropsis microps (E. Morren ex Mez) Leme
  - var. microps
    - forma pallida (L.B. Smith) Leme

  - var. microps
    - forma bicensis (Ule) Leme
- Canistropsis pulcherrima (E. Pereira) Leme
- Canistropsis seidelii (L.B. Smith & Reitz) Leme
  - var. welteri A. Seidel ex Roeth
- Canistropsis simulans (E. Pereira & Leme) Leme